# Toshiba Camesse
Das Toshiba Camesse ist das weltweit erste Mobiltelefon mit integrierter Kamera. Hauptsächlich in pink- oder orangefarbener Ausführung wurde es ab 1999 und ausschließlich in Japan vertrieben.
Außer der Kamerafunktion mit einer Auflösung von 0,1 Megapixeln und einer kleinen Grafiksoftware zum internen Bearbeiten der Fotos entsprach es einem handelsüblichen Mobiltelefon, war jedoch ein Vorbote einer neuen Generation von Smartphones mit Fotografier- und Videofunktion.